# Giacun Caduff
Giacun Caduff (* 1979) ist ein Schweizer Regisseur und Produzent.

## Leben
2001 zog Caduff nach Los Angeles und studierte Film and Electronic Arts an der California State University, Long Beach und schloss dieses Studium schliesslich mit dem Grad eines Bachelors ab. Er war dann als Praktikant bei John Malkovich beschäftigt. 2008 folgte ein Master-Abschluss an der University of California, Los Angeles im Fach Creative Producing.
Er begründete 2006 box[ur]shorts, ein Filmfestival, welches Kurzfilme zeigt. Er ist Mitbegründer des Gässli Film Festival in Basel und eines Autokinos in Pratteln.
Der von Caduff produzierte Film Die Frau und der Schnellzug wurde bei den 89. Academy Awards (Oscar) in der Rubrik Bester Kurzfilm nominiert.

## Filmographie

### Als Produzent
- 2003: The Jazz Addict (Kurzfilm)
- 2005: 2B or Not 2B (Kurzfilm)
- 2009: Etienne!
- 2014: 20 Regeln für Sylvie
- 2016: Die Frau und der Schnellzug (Kurzfilm)

### Als Regisseur
- 2005: 2B or Not 2B (Kurzfilm)
- 2014: 20 Regeln für Sylvie